# جواكيم جوزيه اناسيو
جواكيم جوزيه اناسيو (و. 1801 – 1869 م) هو موظف مدني، وعسكري برازيلي، ولد في لشبونة، ويحمل رتبة عسكرية أميرال، توفي في ريو دي جانيرو، عن عمر يناهز 68 عاماً ، بسبب ملاريا.

## جوائز
حصل على جوائز منها:
- Knight Grand Cross of the Order of the Imperial Rose ‏
- Knight of the Order of the Immaculate Conception of Vila Viçosa ‏